# Calcio a 5 in Brasile
Il calcio a 5 in Brasile si diffuse immediatamente dopo la sua codificazione in Uruguay nel 1933 grazie anche ad un gioco simile già praticato nello stato sudamericano senza una vera e propria codifica.

## Dalle origini agli anni '50
Fu il giovane João Lotufo, appena tornato dall'Uruguay, ad importare ed adattare il gioco alle esigenze dell'educazione fisica di cui era insegnante presso il Ginásios de Esportes presso Pocitos, un sobborgo di Montevideo. Lotufo, tornato in patria, stabilì il primo punto di educazione a questo sport nell'A.C.M. - Centro de São Paulo. La diffusione in uno stato così grande e la sua fusione con il gioco precedente disputato in tante diverse modalità, diede luogo a una certa confusione e mancanza di uniformità nel paese, nei due decenni del trenta e del quaranta nelle ACM del Brasile si disputavano tornei di questo "calcio" non solo a 5, ma anche a 6 o a 7 giocatori per squadra. Nel 1949 il Segretario all'Educazione Fisica (Secretário de Educação Física) Asdrúbal do Nascimento, mise a punto un libretto che si proponeva di unificare le regole di questo sport, nel medesimo anno la ACM di Rio de Janeiro organizzava il primo torneo per ragazzi dai 10 ai 15 anni. Nel 1952 fu creato il torneo uniformato di tale sport presieduto dalla ACM per opera di Habib Mahfuz, in cui entrarono a far parte formazioni come il Tênis Clube Paulista e l'Associação Atlhética São Paulo, la prima lega fu chiamata Liga de Futebol de Salão.

## Le prime federazioni
La creazione di un torneo unico per il calcio a cinque attirò anche un certo interesse dei media, in particolare dei giornalisti Raul Tabajara e José Antônio Inglêz, della Gazeta Esportiva, Inglêz è accreditato come il primo a coniare l'acronimo Fut-sal per definire il calcio a 5. Il 24 luglio 1954 venne fondata la Federação Metropolitana de Futebol de Salão, poi diventata Federação de Futebol de Salão do Estado do Rio de Janeiro, la federazione aveva sede presso l'América Futebol Clube. Si tratta della prima entità assieme alla Federação Mineira de Futsal fondata nel dicembre dello stesso anno. Nel 1955 fu fondata la Federação Paulista de Futebol de Salão. Nel 1956, Luiz Gonzaga de Oliveira, della Federação Paulista scrisse il primo libro delle regole, posteriormente adottato dalla FIFUSA (Federação Internacional de Futebol de Salão), nel medesimo anno veniva realizzato il primo Campionato della Città di Rio de Janeiro, che vedeva la partecipazione di 42 formazioni.
Verso la fine del decennio si costituirono altre federazioni statuali in Brasile quali la Federação Baiana de Futsal, la Federação Cearense de Futsal, la Federação Gaúcha de Futsal e la Federação Paranaense de Futsal (1956), la Federação Catarinense de Futsal e la Federação Norteriograndense de Futsal (1957).

## Le dispute sul regolamento
Alla fine degli anni 1950 ancora non vi era uniformità sul regolamento, con le federazioni raccolte grosso modo attorno a due entità che rappresentavano due tipi di gioco: le federazioni di San Paolo e Rio de Janeiro. Nel 1957 di tale disputa si prese carico direttamente la Confederação Brasileira de Desportos che creò nel 1958 il Conselho Técnico de Assessores de Futebol de Salão onde dirimere la questione: il consiglio tecnico lavorò con mandato triennale, dando infine sostanziale ragione alla federazione paulista che vide accettato il proprio regolamento su tutto il territorio brasiliano. Nello stesso tempo i primi tentativi di fondazione di una Confederazione brasiliana furono ridotti all'interno della Commissione che rimase come dirigente di questo sport.
Nel 1959 fu anche indetta la prima edizione del Campeonato Brasileiro de Seleções, una manifestazione che vedeva opposte le selezioni dei migliori giocatori di ogni stato del Brasile. Disputata a San Paolo vide però la vittoria della selezione Carioca che fu la dominatrice di questa manifestazione sino alla metà del decennio successivo.

## Gli anni '60 e le prime esperienze continentali
Il Brasile, con la passione per lo sport del calcio a 5, già dagli anni '60 si pose come leader del movimento anche grazie al lavoro di Luiz Gonzaga de Oliveira Fernandes, poi segretario della FIFUSA. Nel decennio il Brasile fu uno dei fondatori della Confederación Sudamericana de Fútbol de Salón nel 1965, la delusione fu la sconfitta patita durante il primo campionato sudamericano a favore del Paraguay nello stesso anno.
Questo oscurò solo in parte la forza del Brasile, attestata dalla regolarità con cui fu disputato il Brasileiro per selezioni, affiancato nel 1965 dal Brasileiro Juvenil per selezioni, e nel 1968 da una delle manifestazioni nazionali per club più antiche del mondo ovvero la Taça Brasil de Futsal ancor oggi disputata, che pur non avendo l'attuale importanza economica della Liga Futsal, rappresenta senza dubbio la competizione dal maggior fascino e dalla storia più gloriosa, essendo stata vinta da tutte le migliori formazioni brasiliane da ormai quattro decenni a questa parte.
Dal 1969 in poi, nei tornei per nazionali sudamericane, il Brasile la fece da grande padrone, vincendo a ripetizione con un dominio che ha perdurato sino al 2003.

## Il decennio del dominio in Sudamerica

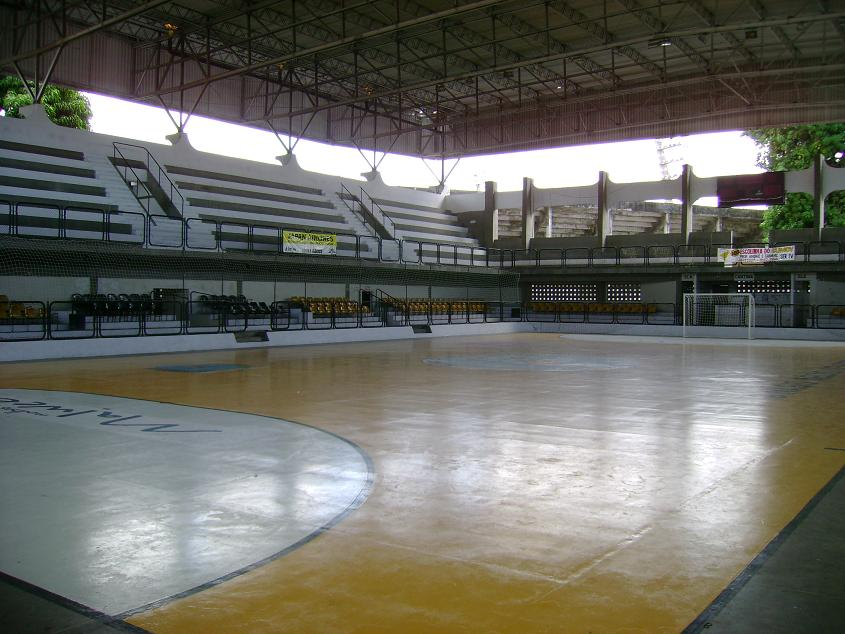
Il Gimnasio Aecio de Borba di Fortaleza, sede di gioco del Sumov, considerata la squadra più forte del mondo negli anni '70

Nel 1971 fu fondata la Federação Internacional de Futebol de Salão (FIFUSA), a San Paolo. La istituzione contava 32 paesi partecipanti che praticavano questo sport con la modalità brasiliana, il primo presidente fu João Havelange, il primo segretario fu appunto Luiz Gonzaga de Oliveira. Il Brasile si avviò a dominare il calcio a 5, con la sua squadra nazionale che vinse le successive edizioni del Campeonato Sul-Americano per tutto il decennio nelle edizioni del 1971, 1973, 1975, 1976, 1977, 1979.
A livello di club il Brasile espresse il massimo delle sue forze nella formazione cearense del Sumov Atlético Clube che vinse quattro coppe del Brasile tra il 1972 e il 1982. Il movimento cearense fu in generale un grande protagonista degli anni 1970 in Brasile: ai successi del Sumov si affiancarono quelli ottenuti dalla selezione della Federação Cearense de Futsal, che dominò la fine dei '60 e l'inizio dei '70 con tre titoli tra il 1967 ed il 1973. Ceará diede così alla nazionale brasiliana i suoi migliori atleti per i successi di un decennio d'oro: il portiere Beto Santana e il laterale Cacá per nominarne alcuni.
Nella seconda parte degli anni '70 il calcio a 5 in Brasile andò facendosi più organizzato ed articolato: nel 1979 a Fortaleza vi fu la nascita della Confederação Brasileira de Futebol de Salão, in data 15 giugno: ne facevano parte le federazioni degli stati di Ceará, Rio de Janeiro, San Paolo, Espirito Santo, Sergipe, Amazonas, Pernambuco, Maranhão, Bahia, Paraíba, Mato Grosso, Brasília, Acre, Minas Gerais, Rio Grande do Sul, Paraná, Santa Catarina, Rio Grande do Norte, Amapá, Alagoas e Goiás. Nello stesso tempo i riferimenti brasiliani in seno alla FIFUSA lavorarono al di fuori dei confini verdeoro per uno sviluppo del gioco: Waldir Nogueira Cardoso e dal 1980 Januário D'Alécio diedero seguito agli sforzi per rendere globale un gioco che in Brasile aveva trovato terreno fertilissimo.

## Gli anni '80

### Brasile panamericano e mondiale
In pratica tutte le manifestazioni internazionali anche nella prima metà degli anni 1980 furono a favore della nazionale brasiliana: i Campionati panamericani di calcio a 5 del 1980 e del 1984 furono vinti entrambi ai danni del Paraguay che non ebbe miglior sorte nel Campeonato Sul-Americano del 1983. La sfida tra Brasile e Paraguay, con tanto di scarto minimo di punteggio, fu il motivo dominante di molti degli eventi cruciali del decennio per il calcio a 5: furono queste due squadre a contendersi il primo Campionato mondiale di calcio a 5 in Brasile nel 1982 dove i padroni di casa ebbero la meglio 1-0. Il risultato identico si ripeté tre anni dopo in Spagna quando i verdeoro estromisero dalla finale gli albirrojas.
Il Brasile fece suo anche il Sudamericano del 1986 quando la FIFA iniziava a sperimentare il suo calcio a 5. Il finalista Paraguay ebbe però di che vendicarsi due anni dopo in Australia quando strappò ai verdeoro il titolo di campione del Mondo battendolo in finale per 2-1. Se il Paraguay se ne rallegrò non poco, il Brasile già lavorava ad altre operazioni, tra cui lo sgancio definitivo dalla FIFUSA e l'ingresso nella FIFA ufficialmente sancito il 2 maggio 1990. Nel frattempo fece partecipare l'intera squadra del Bradesco al primo mondiale di calcio a 5 FIFA programmato appena due mesi dopo quello in Australia nel 1988, recuperando immediatamente il titolo di campione.
Tuttavia in Brasile si è continuato a giocare sino al 2006 con un regolamento ibrido che in parte contravveniva alle norme FIFA in vigore per tutto il resto del mondo, tra cui le fondamentali regole sulle dimensioni del campo e sui falli cumulativi.

### I club sul tetto del mondo
Se la nazionale letteralmente compiva sfracelli, i club brasiliani non si fecero pregare per fare altrettanto: dopo il Sumov a fine anni '70, furono dapprima Bradesco e poi Perdigão a monopolizzare la scena di club sudamericana dal 1984 al 1990. All'interno del Brasile invece non vi fu una vera e propria squadra dominatrice, con Sumov e Perdigao che vinsero entrambi due titoli.
Verso la fine degli anni '80 si cercò di creare anche un campionato nazionale unico che raccogliesse le migliori squadre e superasse i campionati statuali: a partire dal 1988 sia il Circuito Nacional de Futsal che il Master Nacional de Futebol de Salão tentarono una via normalizzata solo verso la metà del successivo decennio.

## L'era odierna e la sfida con la Spagna
Quasi tutto il periodo successivo all'entrata in vigore del calcio a 5 FIFA, ed in particolare dalla seconda metà degli anni 1990, è incentrato sulla fortissima rivalità sia a livello di club che a livello di nazionali, tra il Brasile e la Spagna. Se nella Copa America non vi furono mai problemi per i brasiliani, nei mondiali a partire dal 1996 il Brasile fu messo alle corde dagli iberici che lasciarono il titolo di misura e nel 2000 in Guatemala addirittura detronizzarono i verdeoro. La medesima sorte toccò alle squadre di club a partire dal 2000 con la vittoria del Caja Segovia FS e del Boomerang Interviu che riequilibrarono le iniziali vittorie soprattutto dello Sport Club Ulbra.
A metà anni '90 il Brasile terminò anche la ristrutturazione delle competizioni nazionali e riprese i campionati per selezioni statuali sospesi negli anni '90, in accordo con le grandi aziende del paese costituì la Liga Futsal anche per porre rimedio all'emorragia di talenti verso l'Europa. Attualmente la Liga Futsal conta venti squadre ed è in assoluto il più ambito trofeo brasiliano.
Il Brasile in questi anni effettua altri due grandi passi nel mondo del futsal: il primo è quello di ottenere un primo riconoscimento del calcio a 5 come sport di eventi multidisciplinari, in attesa che il calcio a 5 diventi sport olimpico, entra a far parte a partire dal 2007 dei Giochi Panamericani organizzati proprio a Rio de Janeiro. Il secondo punto è legato al regolamento: pur avendo aderito alla FIFA nel 1990, il regolamento brasiliano ancora differiva da quello della Federazione internazionale, con un ibrido tra FIFA e FIFUSA che ad inizio 2007 è definitivamente cessato, avendo recepito ormai in maniera definitiva il regolamento FIFA.